# سیارک ۱۶۱۳۰
سیارک ۱۶۱۳۰ (به انگلیسی: 16130 Giovine، نامگذاری:1999XU97) شانزده هزار و صد و سی‌امین سیارک کشف شده‌است که در ۷ دسامبر ۱۹۹۹ کشف شد.
قدر مطلق سیارک برابر ۱۵.۵ است.